# Pferdeschwanzhörnchen
Das Pferdeschwanzhörnchen (Sundasciurus hippurus) ist eine Hörnchenart aus der Gattung der Sunda-Baumhörnchen (Sundasciurus). Es ist in Südostasien von Thailand bis Malaysia sowie auf Sumatra und Borneo verbreitet.

## Merkmale
Das Pferdeschwanzhörnchen erreicht eine Kopf-Rumpf-Länge von etwa 23,4 bis 24,7 Zentimetern bei einem Gewicht von etwa 360 bis 435 Gramm. Der Schwanz ist 23,0 bis 24,6 Zentimeter lang und damit etwa gleich lang wie der restliche Körper. Die Rückenfarbe der Tiere ist grauschwarz bis braun. Dabei sind die Tiere des malaiischen Festlands eher dunkel kastanienbraun, die Körperseiten sind grauschwarz meliert und die Bauchseite ist ziegelrot. Bei Individuen auf Borneo sind Kopf und Schultern eher grau und die Bauchseite ist rotbraun. Der Schwanz ist sehr dick und buschig, er ist glänzend schwarzbraun bis schwarz gefärbt.

## Verbreitung
Das Pferdeschwanzhörnchen kommt in Südostasien auf der malaiischen Halbinsel (im Süden Thailands und dem Festland Malaysias) sowie auf den Inseln Sumatra und Borneo vor. Auf Borneo lebt die Art auf der gesamten Insel und ist entsprechend in den malaiischen Bundesstaaten Sarawak und Sabah, im Sultanat Brunei sowie im indonesischen Kalimantan anzutreffen. Die Höhenverbreitung reicht vom Flachland bis in die mittleren Höhenlagen. Am Gunung Tahan wurde die Art bis in Höhen von knapp über 1000 Metern nachgewiesen, am Mount Dulit in Sarawak bis über 1500 Meter.

## Lebensweise
Das Pferdeschwanzhörnchen lebt vor allem in Primärwäldern des Flachlands, kann jedoch in geringerer Anzahl auch in hohen Sekundärwaldbeständen vorkommen. Dabei lebt es vor allem im Unterholz und in kleineren Bäumen sowie nahe dem Boden oder auf dem Boden. In der Regel sind die Tiere Einzelgänger oder sie leben in Paaren. Sie sind tagaktiv und ernähren sich von Pflanzensamen, Früchten und Insekten. Die Kommunikation erfolgt über Rufe, die als „chek ... chek ... chekchekchekchek ...“ beschrieben werden.

## Systematik
Das Pferdeschwanzhörnchen wird als eigenständige Art innerhalb der Gattung der Sunda-Baumhörnchen (Sundasciurus) eingeordnet, die – je nach Autor – aus 15 bis 17 Arten besteht. Die wissenschaftliche Erstbeschreibung stammt von Isidore Geoffroy Saint-Hilaire aus dem Jahr 1831, der die Art anhand von Individuen mit der Herkunftsangabe „Insel Java“ beschrieb. Nachträglich wurde die Terra typica auf Malakka, Malaysia, eingegrenzt.
Innerhalb der Art werden zusammen mit der Nominatform fünf bis sieben Unterarten unterschieden:
- Sundasciurus hippurus hippurus: Nominatform, die genaue Abgrenzung der Verbreitung ist nicht bekannt, sie kommt in allen Bereichen des Verbreitungsgebietes vor.
- Sundasciurus hippurus borneensis im indonesischen Kalimantan auf Borneo, in Gebieten, in denen die Nominatform fehlt. Die Bauchseite ist ziegelrot und es ist auf den Schultern und Hüften sehr stark grau. Der Schwanz ist vollständig dunkel, dick und buschig.
- Sundasciurus hippurus hippurellus in Küstenregionen Borneos, im Westen Kalimantans sowie entlang der Flüsse Kapuas und Landak in Sarawak sowie am unteren Rejang. Die Bauchseite ist dunkelrot, der Schwanz ist dunkel sowie dick und buschig, manchmal mit roter Spitze.
- Sundasciurus hippurus hippurosus an der Westküste Sumatras, eine große Form.
- Sundasciurus hippurus inquinatus auf Borneo von Lawas bis zu den Flussläufen des Sebuku und Sembakung im Nordosten Kalimantans. Die Bauchseite ist trüb orange.
- Sundasciurus hippurus pryeri im Tiefland von Sabah. Die Bauchseite ist weiß mit roter Einwaschung bei einzelnen Individuen. Der Schwanz ist gräulich.

Thorington et al. 2012 beschreibt zudem die Unterart Sundasciurus hippurus ornatus aus Cà Mau von der Südspitze Vietnams – allerdings liegt dies außerhalb des von Thorington selbst beschrieben Verbreitungsgebiets.

## Status, Bedrohung und Schutz
Das Pferdeschwanzhörnchen kommt in einigen Gebieten relativ häufig vor. Bei Erhebungen auf der malaiischen Halbinsel im Bereich des Weng River stellte sie mit einer Dichte von etwa 4 Individuen pro Quadratkilometer die zweithäufigste Art der Gattung dar. Im Danum-Tal in Sabah konnten fast 20 Individuen pro Quadratkilometer nachgewiesen werden, in Nanga Gaat in Sarawak waren es dagegen im Schnitt nur 2,5.
Die Art wird von der International Union for Conservation of Nature and Natural Resources (IUCN) in der Vorwarnliste (Near Threatened) eingeordnet. Begründet wird diese Einstufung mit dem zunehmenden Lebensraumverlust in großen Teilen des Verbreitungsgebietes und dem damit verbundenen Rückgang der Bestände. Die Hauptgefährdung für die Art geht vom Holzeinschlag auf den Inseln aus.

## Belege
1. 1 2 3 4 5 6 7  Richard W. Thorington Jr., John L. Koprowski, Michael A. Steele: Squirrels of the World. Johns Hopkins University Press, Baltimore MD 2012; S. 184–185. ISBN 978-1-4214-0469-1
2. 1 2 3  Sundasciurus hippurus In: Don E. Wilson, DeeAnn M. Reeder (Hrsg.): Mammal Species of the World. A taxonomic and geographic Reference. 2 Bände. 3. Auflage. Johns Hopkins University Press, Baltimore MD 2005, ISBN 0-8018-8221-4.
3. 1 2 3 4  Sundasciurus hippurus in der Roten Liste gefährdeter Arten der IUCN 2014.3. Eingestellt von: C. Francis, E. Meijaard, K.H. Han, 2008. Abgerufen am 2. Januar 2015.